# SpiderOak
SpiderOakとはアメリカ合衆国に拠点を置くサービスで、オフサイトサーバーを使用してデータのバックアップ、共有、同期、アクセス、保存を行う。Windows、Mac、LinuxといったコンピュータプラットフォームやiOS、Android、N900 Maemoといったモバイルプラットフォームに対応したアプリケーションでアクセスすることができる。また、ユーザーは自身のコンピュータにある任意のフォルダをバックアップすることができる。自社によれば、暗号化されたオンラインストレージとクライアントサイド暗号鍵生成を使用することで自社社員がユーザーの情報にアクセス出来ないようになっている。コンポーネントの一部はオープンソースで初期の2009年には将来全てオープンソースにすることを表明していたが、2014年現在未だにクライアントにソースは公開されていない。
2014年中期の時点でサービスの利用者数は100万人を超えており、本社はシカゴ郊外にあり、社員数は42人でCEOはエサン・オバーマン(Ethan Oberman)が務めている。2013年にはサンフランシスコやカンザス・シティにも事務所を置いていて、米国内外に従業員がいる。
複数の機器間でファイルやフォルダを同期したりデータを自動でデデュプリケーションすることで他の競合と差別化している。
最大容量が制限される無料サービスだけでなく月額のプレミアムサービスや招待割引を提供している。
2009年、MacLife誌に「Awesome」と評価されるだけでなく、同年5月にComputer Shopper誌のエディターズ・チョイスに選出された。2014年7月、エドワード・スノーデンはDropboxと比べて政府による監視に対する保護に優れているとインタビューの中で評価している。

## 歴史
2007年にエサン・オバーマンとアラン・フェアレスが「ゼロ・ナレッジ」と称したプライベートバックアッププログラムとして立ち上げた。2013年、Cryptonという「ユーザーに代わって保存するが内容は把握しないサーバーに対応するアプリケーションを構築するためのJavaScriptフレームワーク」の開発を始めた。開発者が容易にモバイルアプリケーションへ暗号化セキュリティを追加できるオープンソースプロジェクトとなっている。

## 主な機能
- 一つのデータデデュプリケーション場所にある全データにアクセスが可能。
- 複数のプラットフォームに渡る同期設定。
- 全ての過去バージョンと削除されたファイルを把握。
- RSS通知のあるウェブ上のShareRoomsでのフォルダ共有[3]。
- インターネット接続機器からのファイル取得。
- 「ゼロ・ナレッジ」データ暗号化によりユーザーがデスクトップクライアントしか使用しない場合は共有もウェブアクセスもモバイルアクセスも行わないとされるが[17]、クライアントにソースは公開されていないため確認できない[18]。
- 機器の台数に制限がない[19]。
- 暗号化への階層的手段として2048ビットのRSA暗号と256ビットのAESを組み合わせて使用[4]。